# Lingua chamorro
Il chamorro o lingua chamorro o chamoru è una lingua maleo-polinesiaca parlata dai Chamorro, a Guam e nelle Isole Marianne Settentrionali.

## Distribuzione geografica
Secondo l'edizione 2009 di Ethnologue, i locutori di chamorro complessivamente sono oltre 90.000. La comunità linguistica più grande, oltre 65.000 persone, si trova a Guam, a cui vanno aggiunti 14.000 locutori nelle Isole Marianne Settentrionali e 16.000 locutori negli Stati Uniti d'America.

### Lingua ufficiale
Il chamorro è lingua ufficiale di Guam.

## Vocabolario
Il chamorro ha un vocabolario largamente influenzato (circa il 50% delle parole) dallo spagnolo a causa del fatto che le isole in cui è diffuso appartennero alla Spagna sino al 1898. Tuttavia, contrariamente a quanto molti credono, il chamorro non è un creolo-spagnolo, ma è una lingua mista ispano-austronesiana.

## Sistema di scrittura
Per la scrittura viene utilizzato l'alfabeto latino.